# Drums of Death
Drums of Death es un álbum de estudio de DJ Spooky y el batería de la banda de thrash metal Slayer, Dave Lombardo, publicado en 2005 a través del sello discográfico Thirsty Ear. Es principalmente un disco instrumental, aunque algunas de las canciones incluyen vocales de rap. Entre los artistas invitados se encuentran Chuck D de Public Enemy que participa en varias versiones de canciones de su banda, Dälek y el guitarrista de Living Colour Vernon Reid. La producción del disco es de Jack Dangers de Meat Beat Manifesto y Vernon Reid, entre otros.

## Lista de canciones
1. "Universal Time Signal"
2. "Brother's Gonna Work It Out"
3. "Quantum Cyborg Drum Machine"
4. "Guitar DJ Tool Element"
5. "Metatron"
6. "Assisted Suicide"
7. "Kultur Krieg"
8. "Sounds From Planet X"
9. "The B-Side Wins Again"
10. "Incipit Zarathustra"
11. "A Darker Shade of Bleak"
12. "The Art of War"
13. "Terra Nullius (Cyborg Rebellion on Colony Planet Zyklon 15)"
14. "Public Enemy #1"
15. "Obscure Disorder (Ghost Hacked!!!)"
16. "Particle Storm"

## Personal
- Dave Lombardo: batería
- DJ Spooky: turntables, ritmos, sintetizador, efectos, producción
- Jack Dangers: bajo, guitarra, efectos, producción
- Chuck D: voz (2,9,14)
- Meredith Monk: voz (6)
- Dälek: vocals (#6)
- Vernon Reid: guitarra (3,4,12,15)
- Gerry Nestler: guitarra (4,7,13)
- Alex Artaud: elextrónica (1)